# Standing NATO Maritime Group 2

Flagge der NATO

Die Standing NATO Maritime Group 2 (SNMG 2) ist ein ständiger maritimer Einsatzverband der NATO im Mittelmeer und untersteht dem NATO Allied Maritime Command (MARCOM) in Northwood bei London und ist ein Teil der NATO Response Force.

## Geschichte
Die SNMG 2 wurde 1969 als Naval On-Call Force for the Mediterranean (NAVOCFORMED) gegründet und dem Commander Allied Naval Forces Southern Europe (COMNAVSOUTH) unterstellt. Dieser Verband wurde nach dem Vorbild der Standing Naval Force Atlantic (STANAVFORLANT/SNFL) von den Marinen verschiedener Staaten für den Einsatz im Mittelmeerraum gebildet. Im Gegensatz zur STANAVFORLANT war er jedoch nicht ständig aktiv, sondern wurde nur für Übungen und Einsätze aktiviert, wie es der Name on-call-Force aussagt. Die NAVOCFORMED diente unter anderem der Demonstration von NATO-Bündnissolidarität gegenüber der im Mittelmeer sehr aktiven sowjetischen Marine. Als während des Ersten Golfkriegs 1987 viele NATO-Einheiten aus dem Mittelmeer abgezogen wurden, verstärkte die deutsche Marine erstmals die NAVOCFORMED und ist seit dem permanenter Teilnehmer.
Während des Zweiten Golfkriegs 1990–1991 wurde die NAVOCFORMED dauerhaft aktiviert und zur Seeraumüberwachung im Mittelmeerraum eingesetzt. In dieser Zeit wurde entschieden, sie in einen ständigen Verband umzuwandeln. Das geschah am 30. April 1992 unter Umbenennung in Standing Naval Force Mediterranean (STANAVFORMED/SNFM). Am 1. Januar 2005 wurde der Verband für kurze Zeit in Standing NATO Response Force Maritime Group 2 umbenannt, bevor er 2006 seinen heutigen, kürzeren Namen erhielt.

## Konzept
Zu der standardmäßig aus acht bis zehn Schiffen bestehenden Gruppe gehören oftmals Einheiten der Deutschen Marine, der niederländischen Marine, der britischen Royal Navy, der griechischen Marine, der italienischen Marine, der türkischen Marine, der spanischen Marine und der United States Navy. Zeitweise beteiligen sich auch weitere NATO-Staaten an dem Verband.
Jährlich werden Übungen abgehalten, die vor allem auch die multinationale Zusammenarbeit stärken sollen.

## Einsätze

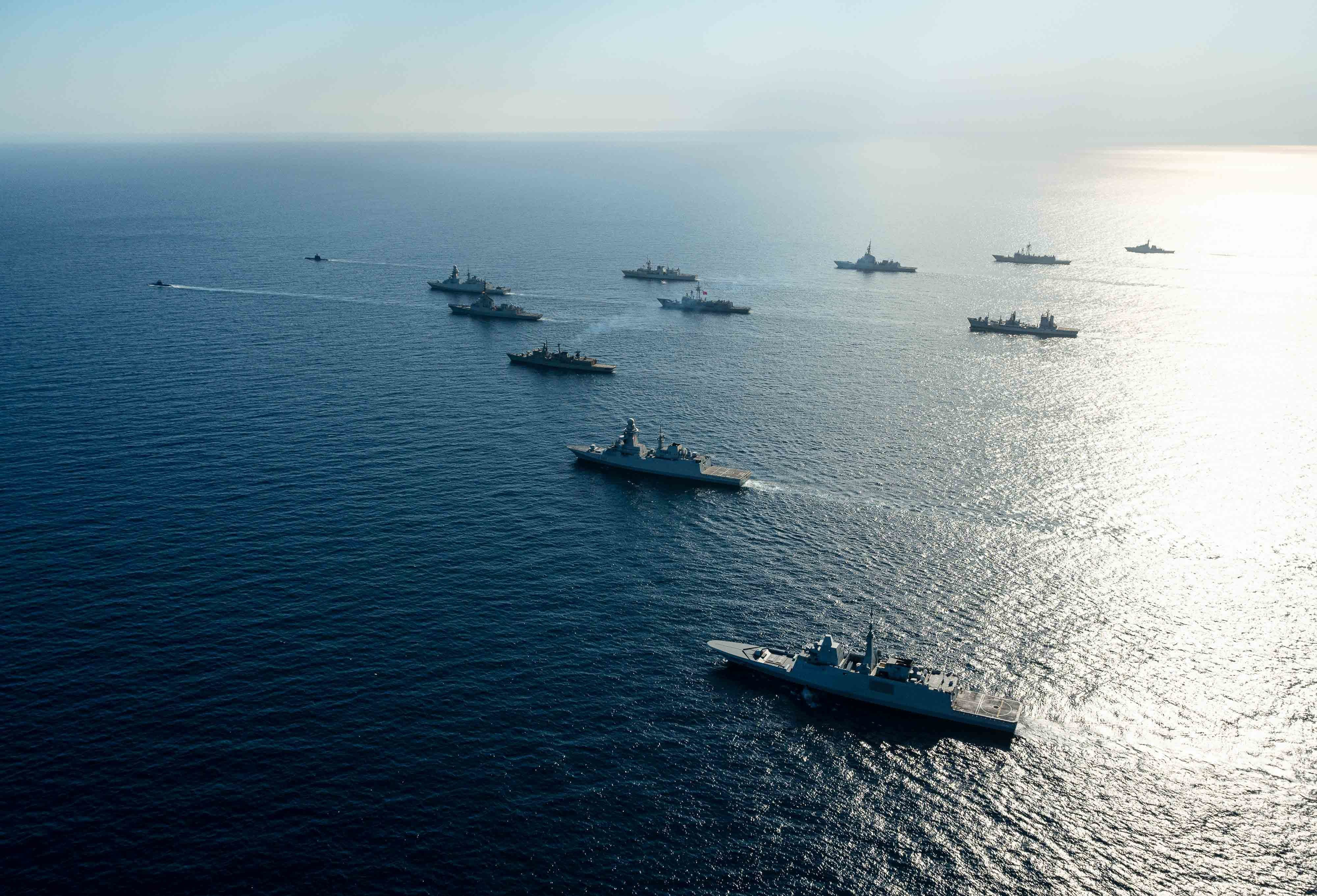
U-Boote und Kriegsschiffe der SNMG 2 während der Übung Dynamic Manta 22 im Ionischen Meer, 21. Februar 2022

Ab 1992 wurde die SNFM im Rahmen des internationalen Embargos gegen Jugoslawien eingesetzt. Sie nahm an den Operationen Maritime Monitor und der Maritime Guard und anschließend zusammen mit der NATO Standing Naval Forces Atlantic und der Western European Union Naval Force der Westeuropäischen Union (WEU) an der gemeinsamen Operation Sharp Guard teil.
Während des Kosovo-Krieges war die SNFM an der Operation Allied Force beteiligt. Einheiten der SNMG 2 wurden regelmäßig für die Operation Active Endeavour im Rahmen des Kampfes gegen den Terror im Mittelmeer abgestellt. Diese Operation wurde im November 2016 durch die Operation Sea Guardian ersetzt, an der sich die SNMG 2 ebenfalls beteiligt.
Von Oktober bis Dezember 2008 nahmen schwimmende Einheiten der SNMG 2 an der Operation Allied Provider gegen die Piraterie vor der Küste Somalias teil. Hierzu zählte auch der Schutz von Schiffkonvois des Welternährungsprogramms (WFP).
Ab Juli 2009 sollen ihre Einheiten im Rahmen der Operation Ocean Shield Kräfte der SNMG 1 ablösen, die bei der Operation Allied Protector zum Schutz der Schifffahrtsrouten vor dem Horn von Afrika beitrugen.
Von Juni bis Dezember 2015 war die deutsche Fregatte Hamburg das Flaggschiff der SNMG 2.
Unter der Führung des deutschen Flottillenadmirals Jörg Klein und mit Beteiligung des Flaggschiffs Bonn begann die SNMG am 19. Februar 2016 einen Einsatz zur Aufklärung, Überwachung und Beobachtung von Boots- und Schiffsbewegungen im Ägäischen Meer zwischen Griechenland und der Türkei. Diese NATO-Aktivität in der Ägäis im Rahmen der Flüchtlingskrise soll mit der EU-Frontex-Mission „Poseidon Sea“ kooperieren und zur Eindämmung des unkontrollierten Flüchtlingsstrom in Richtung Europa beitragen. Vier Wochen nach Beginn der Aktion wurden Zwischenergebnisse bekannt, eine Eindämmung des Flüchtlingsstroms war nicht erreicht worden, lediglich eine Verlagerung wurde beobachtet.

## Einheiten der SNMG 2
An der Gruppe beteiligte Schiffe im Jahr 2022:
| Jahr | Kommandeur                                                                                 | Kennung | Name                     | Klasse                     | Schiffstyp              | Teil des Einsatzverbands | Flaggschiff      |
| ---- | ------------------------------------------------------------------------------------------ | ------- | ------------------------ | -------------------------- | ----------------------- | ------------------------ | ---------------- |
| 2022 | Konteradmiral Mauro Panebianco (1. Januar – Juli) Konteradmiral Scott Sciretta (seit Juli) | F592    | Carlo Margottini         | Bergamini-Klasse           | Multifunktionsfregatte  | 1. Januar – Juli         | 1. Januar – Juli |
| 2022 | Konteradmiral Mauro Panebianco (1. Januar – Juli) Konteradmiral Scott Sciretta (seit Juli) | F 497   | Göksu                    | Oliver-Hazard-Perry-Klasse | Fregatte                | 1. Januar – April        | –                |
| 2022 | Konteradmiral Mauro Panebianco (1. Januar – Juli) Konteradmiral Scott Sciretta (seit Juli) | F 214   | Lübeck                   | Bremen-Klasse              | Fregatte                | Januar – 1. Juni         | –                |
| 2022 | Konteradmiral Mauro Panebianco (1. Januar – Juli) Konteradmiral Scott Sciretta (seit Juli) | F103    | Blas de Lezo             | Álvaro-de-Bazán-Klasse     | Fregatte                | seit Februar             | –                |
| 2022 | Konteradmiral Mauro Panebianco (1. Januar – Juli) Konteradmiral Scott Sciretta (seit Juli) | D654    | Auvergne                 | Aquitaine-Klasse           | Mehrzweckfregatte       | 22. Februar – Mai        | –                |
| 2022 | Konteradmiral Mauro Panebianco (1. Januar – Juli) Konteradmiral Scott Sciretta (seit Juli) | P224    | HMS Trent                | River-Klasse               | Hochseepatrouillenboot  | 27. Februar – März       | –                |
| 2022 | Konteradmiral Mauro Panebianco (1. Januar – Juli) Konteradmiral Scott Sciretta (seit Juli) | F460    | HS Aigaion               | Elli-Klasse                | Fregatte                | seit März                | –                |
| 2022 | Konteradmiral Mauro Panebianco (1. Januar – Juli) Konteradmiral Scott Sciretta (seit Juli) | A 5327  | Stromboli                | Stromboli-Klasse           | Versorgungsschiff       | seit März                | –                |
| 2022 | Konteradmiral Mauro Panebianco (1. Januar – Juli) Konteradmiral Scott Sciretta (seit Juli) | FFH 336 | HMCS Montréal            | Halifax-Klasse             | Fregatte                | März – Juli              | –                |
| 2022 | Konteradmiral Mauro Panebianco (1. Januar – Juli) Konteradmiral Scott Sciretta (seit Juli) | D34     | HMS Diamond              | Daring-Klasse              | Lenkwaffenzerstörer     | März – April             | –                |
| 2022 | Konteradmiral Mauro Panebianco (1. Januar – Juli) Konteradmiral Scott Sciretta (seit Juli) | F 244   | TCG Barbaros             | Barbaros-Klasse            | Fregatte                | März – Mai               | –                |
| 2022 | Konteradmiral Mauro Panebianco (1. Januar – Juli) Konteradmiral Scott Sciretta (seit Juli) | D656    | Alsace                   | Aquitaine-Klasse           | Mehrzweckfregatte       | 4. April – Mai           | –                |
| 2022 | Konteradmiral Mauro Panebianco (1. Januar – Juli) Konteradmiral Scott Sciretta (seit Juli) | A15     | Cantabria                | Cantabria-Typ              | Kampfversorgungsschiff  | Mai – Juni               | –                |
| 2022 | Konteradmiral Mauro Panebianco (1. Januar – Juli) Konteradmiral Scott Sciretta (seit Juli) | D620    | Forbin                   | Horizon-Klasse             | Flugabwehrzerstörer     | Mai – 16. Juni           | –                |
| 2022 | Konteradmiral Mauro Panebianco (1. Januar – Juli) Konteradmiral Scott Sciretta (seit Juli) | A 1413  | Bonn                     | Berlin-Klasse              | Einsatzgruppenversorger | seit 29. Mai             | –                |
| 2022 | Konteradmiral Mauro Panebianco (1. Januar – Juli) Konteradmiral Scott Sciretta (seit Juli) | F 246   | TCG Salihreis            | Barbaros-Klasse            | Fregatte                | seit Juni                | –                |
| 2022 | Konteradmiral Mauro Panebianco (1. Januar – Juli) Konteradmiral Scott Sciretta (seit Juli) | D652    | Provence                 | Aquitaine-Klasse           | Mehrzweckfregatte       | 16. Juni – 31. Juli      | –                |
| 2022 | Konteradmiral Mauro Panebianco (1. Januar – Juli) Konteradmiral Scott Sciretta (seit Juli) | DDG-98  | Forrest Sherman          | Arleigh-Burke-Klasse       | Lenkraketenzerstörer    | seit Juli                | seit Juli        |
| 2022 | Konteradmiral Mauro Panebianco (1. Januar – Juli) Konteradmiral Scott Sciretta (seit Juli) | F 247   | TCG Kemalreis            | Barbaros-Klasse            | Fregatte                | seit Juli                | –                |
| 2022 | Konteradmiral Mauro Panebianco (1. Januar – Juli) Konteradmiral Scott Sciretta (seit Juli) | A 5335  | Vulcano                  | Vulcano-Klasse             | Versorgungsschiff       | seit Juli                | –                |
| 2022 | Konteradmiral Mauro Panebianco (1. Januar – Juli) Konteradmiral Scott Sciretta (seit Juli) | F102    | Almirante Juan de Borbón | Álvaro-de-Bazán-Klasse     | Fregatte                | seit 20. Juli            | –                |
| 2022 | Konteradmiral Mauro Panebianco (1. Januar – Juli) Konteradmiral Scott Sciretta (seit Juli) | F462    | HS Kountouriotis         | Elli-Klasse                | Fregatte                | seit 24. Juli            | –                |
| 2022 | Konteradmiral Mauro Panebianco (1. Januar – Juli) Konteradmiral Scott Sciretta (seit Juli) | D653    | Languedoc                | Aquitaine-Klasse           | Mehrzweckfregatte       | seit 31. Juli            | –                |
| 2022 | Konteradmiral Mauro Panebianco (1. Januar – Juli) Konteradmiral Scott Sciretta (seit Juli) | F590    | Carlo Bergamini          | Bergamini-Klasse           | Multifunktionsfregatte  | seit 21. August          | –                |